# Волконский, Пётр Григорьевич (1803)
Князь Пётр Григо́рьевич Волко́нский (1803, Российская империя — 14 (26) января 1857, Российская империя) — русский военачальник, генерал-майор.
Представитель 2-й ветви княжеского рода Волконских. Старший сын князя Григория Ивановича Волконского и Екатерины Платоновны урождённой Сумароковой. Братья — князья Борис и Николай Григорьевичи. Сёстры: княжны Варвара, Елизавета и Надежда Григорьевны.

## Биография
В военную службу зачислен 3 (8) июня 1813 года гардемарином Морского шляхетного кадетского корпуса; 16(19).02.1816 произведён в мичмана 2-го флотского экипажа, ходил на 26-пушечном шлюпе «Кола» между Кронштадтом и Ревелем; с 21 декабря 1817 года переведён на вакансию в Гвардейский экипаж. В кампании 1818 года на фрегате «Россия» ходил между С.-Петербургом и Кронштадтом; в кампании 1819 года назначен капитаном придворного 14-орудийного галета «Церера», ходил между С.-Петербургом, Кронштадтом и Ораниенбаумом. В боевых действиях не участвовал, в дальние походы не ходил. С 22 апреля 1821 года пожалован в чин флота лейтенанта Гвардейского экипажа.
С 24 (30) июня 1823 года переведён в лейб-гвардии Преображенский полк, с переименованием в гвардии поручики. С 29 марта 1825 из штабс-капитанов пожалован, на вакансию, гвардии капитаном. В 1826—1828 родах в том чине служил ротным командиром Преображенского полка, участвовал в Русско-турецкой войне 1828—1829 годов и был при осаде Варны. За отличие, с 8 ноября 1828 года из капитанов Преображенского полка пожалован в полковники лейб-гвардии Семёновского полка и в том чине с 1829 по 1836 год служил батальонным командиром (2-го батальона) Семёновского полка.
С оставлением в чине полковника лейб-гвардии Семёновского полка, с 1 марта 1836 года назначен на должность полковника лейб-гвардии Гренадерского Его Величества полка. С 6 декабря 1836 года из полковников лейб-гвардии Семёновского полка пожалован в чин генерал-майора и назначен командующим лейб-гвардии Гренадерским полком. С 4 октября 1837 назначен командиром лейб-гвардии Гренадерского полка. С оставлением в должности, с 4 августа 1839 года назначен командующим, а с 10 ноября 1839 года — командиром 3-й гвардейской пехотной бригады. С 8 июня 1846 года уволен в отпуск, на один год, за границу, в Италию, с оставлением в звании командира 3-й гвардейской пехотной бригады; с 1 августа 1847 продлён отпуск за границу ещё на один год, с отчислением от должности гвардейского бригадного командира и зачислением состоять генерал-майором по армии. С 6 августа 1848 года уволен, «по болезни», от службы, с мундиром и пенсионом двух третей жалования.
Князю П. Г. Волконскому принадлежало недвижимое имение, состоящее в селе (слободке) Сабынино Белгородского уезда и в сельце Ржавец Корочанского уезда Курской губернии, в коем, по 8 ревизии — 1833 года, было 88 крепостных душ муж. пола, по 9 ревизии – 1850 года, было 143 крепостных душ муж. пола; за ним же имение в слободке Салина Белгородского уезда Курской губернии, в коем, по 10-й ревизии – 1858 года, значилось 139 крепостных душ муж. пола. Совладельцами Сабынино в 1852 году значились братья - Борис и Николай, сестра - Надежда Пузанова, а также местные помещики: подполковник Щербачев, штабс-капитан Хрущов, майорша Хитрово.
Умер (14 (26) января 1857).

## Семья
Жена (с 14 (26) февраля 1840): Екатерина Михайловна, урождённая Шишмарёва (26.01.1820 – 12.07.1894, С.-Петербург) — старшая дочь штабс-ротмистра Михаила Васильевича Шишмарёва (1791 – 06.02.1863, С.-Петербург) и урожденной Яковлевой Надежды Сергеевны (1799 – 21.04.1858, С.-Петербург), дочери действительного статского советника Сергея Саввича Яковлева (16.04.1763 – 20.01.1818).
Дети:
- Княжна Надежда Петровна (г/р 11.11.1841) — восприемником при крещении был император Николай I, жена доктора Вуальмие.
- Князь Волконский Николай Петрович (г/р 1842) — восприемником при крещении был император Николай I.
- Княжна Ольга Петровна (г/р 19 ноября 1844).
- Князь Волконский Михаил Петрович (г/р 1846)[3]
- Княжна Наталья Петровна (г/р 09.09.1854; Париж)[4] — жена Базилевского.

### Братья
- Волконский Борис Григорьевич, князь (12.05.1794 - 20.04.1861, с. Сабынино) – капитан-лейтенант флота. В службу вступил 6.04.1804 кадетом Морского шляхетного кадетского корпуса; 11.05.1810 (по другим данным - 11.07.1810) произведён гардемарином; 26.09.1812 получил офицерский чин мичмана. Участвовал в Отечественной войне 1812 и в войне с Францией 1813 - 1814: на 20-пушечном бриге «Феникс» в августе 1812 ходил на Данцигский рейд и блокировал крепость с моря; в сентябре вернулся в Свеаборг; в кампаниях 1813 и 1814 годов - в крейсерстве в Балтийском море, ходил от Кронштадта до Стокгольма, Карлскроны и Копенгагена. Произведён 15.03.1817 флота лейтенантом Гвардейского экипажа; на 74-пушечном кораблей «Берлин» ходил в практическое плавание от Кронштадта до Кале; 8.02.1823 уволен в отставку в чине флота капитан-лейтенанта. В боевых действиях участия не принимал, в дальние походы не ходил. Избирался депутатом от дворян г. Белгорода Дворянского собрания Белгородского уезда и депутатом Курского депутатского собрания Курской губернии. Высочайше пожалован 22 сентября 1850 года (указ от 9.11.1850) кавалером ордена Святого Владимира 4 степени «в награду усердного и беспорочного прослужения, по выборам дворянства, узаконенных сроков». Помещик слободки Сабыниной и сельца Киселево Белгородского уезда и хутора Ржавец Корочанского уезда Курской губернии, в коем имении за ним, по 8 ревизии – 1833, было 86 крепостных душ муж. пола, по 9 ревизии – 1850, 206 крепостных душ муж. пола. С 1821 года был женат на девице Марии Петровне Браиловой (19.06.1803 - 06.10.1891), её брат - Александр Петрович Браилов, поручик в отставке, в 1833 - 1838 года служил заседателем Белгородского уездного суда Курской губернии. Дети: Григорий, Александр, Екатерина и Надежда.
- Волконский Николай Григорьевич, князь (1797 - 28.11.1864) – коллежский секретарь. В службу вступил 19.06.1804 кадетом Морского шляхетного кадетского корпуса; без производства в офицерский чин, с 10.01.1810 «по неспособности» уволен для определения к статским делам, с чином коллежского регистратора; 31.12.1816 пожалован в губернские секретари; 21.12.1819 - в коллежские секретари; 9.05.1820 уволен от службы тем же чином. С 17.05.1820 вступил в военную службу юнкером егерского полка; 28.01.1822 уволен от службы «по болезни». В 1852 – 1855 годах в чине коллежского секретаря избирался предводителем дворянства Корочанского уезда Курской губернии. За ним в 1835 имение в слободке Сабыниной Белгородского уезда Курской губернии и хутор Ржавец Корочанского уезда, в коем, по 8 ревизии – 1833, было 85 крепостных душ муж. пола и 864 десятины 1341 сажени земли, по 10 ревизии – 1858, 166 крепостных душ муж. пола. Был женат на девице Бахметьевой Софье Николаевне (1811 - 1886, с. Сабынино), младшей сестре церемониймейстера Двора Его Величества, в придворном чине камергера, управляющего Московской дворцовой конторой, коллежского советника Алексея Николаевича Бахметьева (5.06.1798 – 2.04.1861), крупной помещице Пензенской губернии. За ней с братом в 1844 было имение в Городищенском уезде (с. Никольское (Пестровка тож), с. Троицкое (Керенка тож), с. Ребровка, с.(сельцо) Мокрая Поляна, сельцо Верхнее, сельцо Новопавловка, дер. Пестровка, дер. Теплый Стан, дер. Ашилейка, дер. Усовка, дер. Шелаклюйка, дер. Трудолюбовка, Кивляй тож), в коем, по 8 ревизии – 1833, было 2632 крепостных душ муж. пола, а также крупное имение в Инсарском уезде той же губернии (с. Богородское (Инсара тож), с. Спасское (Трускляй тож), дер. Булгаково, дер. Воробьевка, дер. Еникеевка) в коем, по 8 ревизии – 1833, было 658 крепостных душ муж. пола, по 10 ревизии – 1858, 721 крепостная душа муж. пола. Отцом княгини Софии Николаевны Волконской был отставной гвардии поручик Николай Алексеевич Бахметьев (1771 – 1836), стекло-промышленник и крупный помещик Пензенской губернии, владелец хрустальной фабрики при с. Никольском Городищенского уезда Пензенской губернии, женатый на урожденной княжне Варваре Фёдоровне Несвицкой (? – 11.05.1859). В браке супруги Волконские детей не имели.

### Сёстры
- Лорер Варвара Григорьевна, урождённая княжна Волконская, супруга херсонского дворянина, ротмистра Дмитрия Ивановича Лорера, брата декабриста Николая Ивановича Лорера.

- Пузанова Надежда Григорьевна, урождённая княжна Волконская, супруга коллежского асессора, затем надворного советника в отставке, Николая Алексеевича Пузанова. За ней в 1835 состояло имение в слободке Сабыниной Белгородского уезда Курской губернии, в коем, по 8 ревизии – 1833, было 19 крестьянских душ муж. пола и 236 десятин 1027 сажень земли, по 9 ревизии -1850, 47 крестьянских душ муж. пола. За её мужем - Н. А. Пузановым, в Курском уезде: имение в сельце Тополи (Николаевское тож), в коем, по 8 ревизии – 1833, было 154 крестьянских душ муж. пола; имение в сельце Нижняя Медведица, в коем, по 8 ревизии, 92 крестьянских душ муж. пола; сельцо Александровское Горбиново (Журовин Колодезь тож), в коем, по 8 ревизии, было 77 крестьянских душ муж. пола; 20.12.1848 он купил имение ротмистров братьев Онуфриевых в селе Касиново (Каиново) Курского уезда; всего за ним в селе Каиново, деревне Нижняя Медведица, деревне Мироновка и др., Курского уезда Курской губернии, по 9 ревизии – 1850, состояло 517 крепостных душ муж. пола. В 1810 в чине коллежского асессора Н. А. Пузанов избирался на 3-летие секретарём курского губернского предводителя дворянства; в том же чине в 1822 – 1824 годах служил заседателем Курской губернской гражданской судебной палаты; в том же чине в 1827 – 1830 годах служил чиновником особых поручений при курском гражданском губернаторе; в чине надворного советника избирался курским уездным предводителем дворянства Курской губернии на 3-летие 1841 – 1843 годов.Кавалер ордена Святой Анны 3 ст. (30.08.1821), ордена Святого Владимира 4 ст. (16.10.1831), ордена Святого Станислава 2 ст. (25.10.1841), имел знак отличия «Беспорочная служба XX» (22.08.1833). Историк Курского края: в №№ 1-9,12,15,17 и 22 «Курских губернских ведомостей» за 1848 год опубликовал документы и сведения о пребывании императрицы Екатерины II в Курском наместничестве во время её путешествия 1786 года в Крым. С 20.12.1852 избран действительным членом Императорского московского обществва сельского хозяйства; в издаваемом обществом «Журнале сельского хозяйства», в 1854 году опубликовал статью «Практические замечания по сельскому хозяйству в отношении благосостояния владельца и его крестьян». В браке с княжной Волконской Надеждой Григорьевной имел сына Михаила, служившего товарищем председателя Курской уголовной палаты.

## Награды
- Орден Святой Анны 3 степени (22.08.1826) «в воздаяние отлично-усердной службы, начальством засвидетельствованной»
- Орден Святого Владимира 4 степени (22.08.1831) «в награду отлично-усердной службы, начальством засвидетельствованной»
- Высочайше пожаловано 2 000 десятин земли (20.05.1832) «во уважение отлично-усердной его службы... в вечное и потомственное владение... на основании существующих правил, по его избранию, в таких Великороссийских губерниях, где сверх положенной казённым крестьянам пятнадцати десятинной на душу пропорции имеются излишние порозжие земли, исключив состоящие в оброке из оклада и казённого ведомства с того времени, когда во владение его, князя Волконского, отведены будут»
- Знак отличия «Беспорочная служба XV» (22.08.1834)
- Орден Святой Анны 2 степени (4.12.1834)
- Орден Святого Станислава 1 степени (6.12.1839)
- Орден Святой Анны 1 степени (6.12.1841) «Обращая Монаршее внимание Наше, на постоянно-усердную службу вашу, Всемилостивейше жалуем вас кавалером...»
- Знак отличия «Беспорочная служба XX» (22.08.1842)
- Орден Святого Георгия 4 степени (№ 6912 по списку Григоровича — Степанова; пожалован 4 (16) декабря 1843; указ 25 декабря 1843 (6 января 1844)), «за беспорочную выслугу в офицерских чинах двадцати пяти лет»
- Орден Святой Анны 1 степени, с императорской короной (6.12.1843) «Желая вознаградить постоянно усердную и ревностную службу вашу, Всемилостивейше жалуем вас кавалером...»
- Орден Святого Владимира 2 степени (31.12.1845) «в ознаменование Монаршего благоволения  Нашего к отлично-усердной и ревностной службе вашей»
- Прусский орден Красного орла 2-го класса со звездой.
- Медаль «За турецкую войну»